# Canton de Saint-Aulaye
Le canton de Saint-Aulaye est une ancienne division administrative française située dans le département de la Dordogne, en région Aquitaine.

## Historique
Le canton de Saint-Aulaye est l'un des cantons de la Dordogne créés en 1790, en même temps que les autres cantons français. Il a d'abord été rattaché au district de Ribérac avant de faire partie de l'ancien arrondissement de Ribérac du 17 février 1800 au 10 septembre 1926, date de la suppression de cet arrondissement. À cette dernière date, il a été rattaché, avec six autres cantons, à l'arrondissement de Périgueux.

### Redécoupage cantonal de 2014-2015
Par décret du 21 février 2014, le nombre de cantons du département est divisé par deux, avec mise en application aux élections départementales de mars 2015. Le canton de Saint-Aulaye est supprimé à cette occasion. Dix de ses douze communes sont alors rattachées au canton de Montpon-Ménestérol, les deux autres (La Jemaye et Ponteyraud) étant rattachées au canton de Ribérac.

## Géographie
Ce canton était organisé autour de Saint-Aulaye dans l'arrondissement de Périgueux. Son altitude variait de 12 m (La Roche-Chalais) à 137 m (Festalemps) pour une altitude moyenne de 70 m.

## Représentation

### Conseillers généraux de 1833 à 2015
Avant 1833, les conseillers généraux étaient désignés, et ne représentaient pas un canton déterminé.
| Période                                  | Période      | Identité                              | Étiquette                                   | Qualité |
| ---------------------------------------- | ------------ | ------------------------------------- | ------------------------------------------- | --- |
| 1833                                     | 1836 (décès) | Pierre Champagne                      |                                             | Avocat et notaire, maire de Saint-Vincent-Jalmoutiers                                                      |
| 1836                                     | 1842         | Joseph Frédéric de Borros de Gamanson |                                             | Propriétaire du château et maire de Parcoul                                                                |
| 1842                                     | 1877         | Jean-François Jouffrey                | Républicain                                 | Avocat Maire de Saint-Aulaye, conseiller d'arrondissement                                                  |
| 1877                                     | 1919         | Jean Louis Émile Lanauve              | Bonapartiste puis Républicain rallié Droite | Avocat, ancien bâtonnier de l'Ordre à Bordeaux Député (1880-1881)                                          |
| 1919                                     | 1935 (décès) | Hippolyte Lacroix                     | URD                                         | Médecin Maire de Saint-Aulaye, conseiller d'arrondissement                                                 |
| 1935                                     | 1937         | Pierre Rousseau                       | Rad.                                        | Médecin auxiliaire à Saint-Aulaye                                                                          |
| 1937                                     | 1940         | Georges Ladouch                       | USR                                         | Médecin à Saint-Aulaye                                                                                     |
|                                          |              |                                       |                                             | |
| 1945                                     | 1952         | Louis Dutrey                          | Rad.                                        | Docteur vétérinaire Maire de Saint-Aulaye (1945-1961)                                                      |
| 1952                                     | 1976         | René Valentin                         | Rad. puis MRG                               | Négociant, Maire de Saint-Privat-des-Prés                                                                  |
| 1976                                     | 2001         | Pierre-Claude Laviale (1925-2017)     | UDF Rad.                                    | Avocat - Maire de Saint-Aulaye (1989-2008) Conseiller régional Conseiller municipal de Ribérac (1983-1989) |
| 2001                                     | 2015         | Jean-Jacques Gendreau                 | DVG                                         | Exploitant agricole Maire de Parcoul (1995-2015)                                                           |
| Les données manquantes sont à compléter. |              |                                       |                                             | |

### Conseillers d'arrondissement (de 1833 à 1940)
Le canton de Saint-Aulaye avait deux conseillers d'arrondissement de 1895 à 1898, et de 1907 à 1922.
Il faisait partie de l'arrondissement de Ribérac jusqu'à sa disparition en 1926.
| Période                                  | Période | Identité                          | Étiquette                      | Qualité |
| ---------------------------------------- | ------- | --------------------------------- | ------------------------------ | --- |
| Les données manquantes sont à compléter. |         |                                   |                                | |
| 1833                                     | 1839    | Joseph Léonard de Belhade-Taudias |                                | Propriétaire, maire de Saint-Privat-des-Prés                                                                |
| 1839                                     | 1842    | Jean-François Jouffrey            |                                | Avocat, maire de Saint-Aulaye                                                                               |
| 1842                                     | 1874    | Pierre Larret-Lagrange ainé       |                                | Notaire, maire de Saint-Vincent                                                                             |
| 1874                                     | 1904    | Jean-Jacques Auguste Chadeffaud   | Droite                         | Notaire à Saint-Aulaye                                                                                      |
| 1895                                     | 1898    | Hippolyte Lacroix                 | Républicain démocrate (rallié) | Médecin, maire de Saint-Aulaye depuis 1891, suppléant du juge de paix                                       |
| 1904                                     | 1910    | Léon Broca                        | Républicain                    | Conseiller municipal de La Roche-Chalais                                                                    |
| 1907                                     | 1910    | M. Biret                          | Républicain                    | |
| 1910                                     | 1925    | Ernest Paul                       | Républicain démocrate          | |
| 1910                                     | 1919    | Hippolyte Lacroix                 | Républicain modéré             | Médecin à Saint-Aulaye                                                                                      |
| 1919                                     | 1940    | Paul Valentin                     | Républicain Radical            | Géomètre-expert, maire de Saint-Privat-des-Prés                                                             |
| 1940                                     |         |                                   |                                | Les conseils d'arrondissement ont été suspendus par la loi du 12 octobre 1940 et n'ont jamais été réactivés |

Sources : "Annuaires et calendriers 1789-1842 " sur le site des archives départementales de la Dordogne. https://archives.dordogne.fr/r/72/fonds-imprimes/annuaires-et-calendriers?arko_default_6076b1c79b335--ficheFocus=

## Composition
Le canton de Saint-Aulaye regroupait douze communes et comptait 6 762 habitants (population municipale) au 1er janvier 2011.
| Communes                  | Population (2012) | Code postal | Code Insee |
| ------------------------- | ----------------- | ----------- | ---------- |
| Chenaud                   | 321               | 24410       | 24118      |
| Festalemps                | 260               | 24410       | 24178      |
| La Jemaye                 | 111               | 24410       | 24216      |
| Parcoul                   | 375               | 24410       | 24316      |
| Ponteyraud                | 53                | 24410       | 24333      |
| Puymangou                 | 95                | 24410       | 24343      |
| La Roche-Chalais          | 2 898             | 24490       | 24354      |
| Saint-Antoine-Cumond      | 379               | 24410       | 24368      |
| Saint-Aulaye              | 1 361             | 24410       | 24376      |
| Saint-Privat-des-Prés     | 577               | 24410       | 24490      |
| Saint-Vincent-Jalmoutiers | 247               | 24410       | 24511      |
| Servanches                | 85                | 24410       | 24533      |

## Démographie
| 1962  | 1968  | 1975  | 1982  | 1990  | 1999  | 2006  | 2011  | 2012  |
| ----- | ----- | ----- | ----- | ----- | ----- | ----- | ----- | ----- |
| 7 302 | 7 252 | 7 196 | 7 178 | 6 965 | 6 711 | 6 571 | 6 762 | 6 851 |